# مترو الأهواز
مترو الأهواز هو نظام مترو يخدم مدينة الأهواز ذات الغالبية العربية في إيران. الخط الأول بطول 23 كم قيد الإنشاء حاليًا ويضم 24 محطة. ومن المقرر أيضًا إنشاء ثلاثة خطوط أخرى في المدينة، لتغظي كامل المنطقة، بحيث لا يستغرق الوصول إلى أي محطة مترو في الأهواز أكثر من 10 دقائق.

## الخطوط

### الخط 1
الخط الأول لمترو الأهواز هو قيد الإنشاء حاليًا. يبدأ الخط من شمال شرق المدينة، من أمام محطة الطاقة، متجهًا إلى جنوب غرب المدينة، مارًا بالقرب من مطار الأهواز، ويعبر خلال مدينة الأهواز القديمة على الضفة اليسرى لنهر الكارون، كما يمر بالنهر مارًا بمنطقة الأهواز التجارية والإدارية المركزية وبالقرب من محطة سكة حديد الأهواز [الإنجليزية]
، ليغطي جامعة تشمران، ويستمر إلى حدود المدينة إلى مستشفى بغائي.
بُني الخط في 4 أجزاء أو مراحل. ومن المتوقع أن يبدأ تشغيل الجزء الأول المكون من 7 محطات في أواخر عام 2025 م.

### الخط 2
الخط الثاني لمترو الأهواز من المقرر أن يُنشئ بعد سنتين من الخط الأول. وسوف يعمل الخط في الاتجاه المعاكس للخط الأول، من الجنوب الشرقي إلى الشمال الغربي.

### الخط 3
الخط رقم 3 هو الآن في مرحلة التخطيط. سيتم تشغيله في اتجاه الشرق والغرب على الحافة الجنوبية لوسط الأهواز.

### الخط 4
الخط الرابع هو حاليًّا في مرحلة التخطيط. سيتم تشغيله في اتجاه الشرق والغرب إلى الشمال من المدينة، مباشرة إلى الجنوب من المطار.

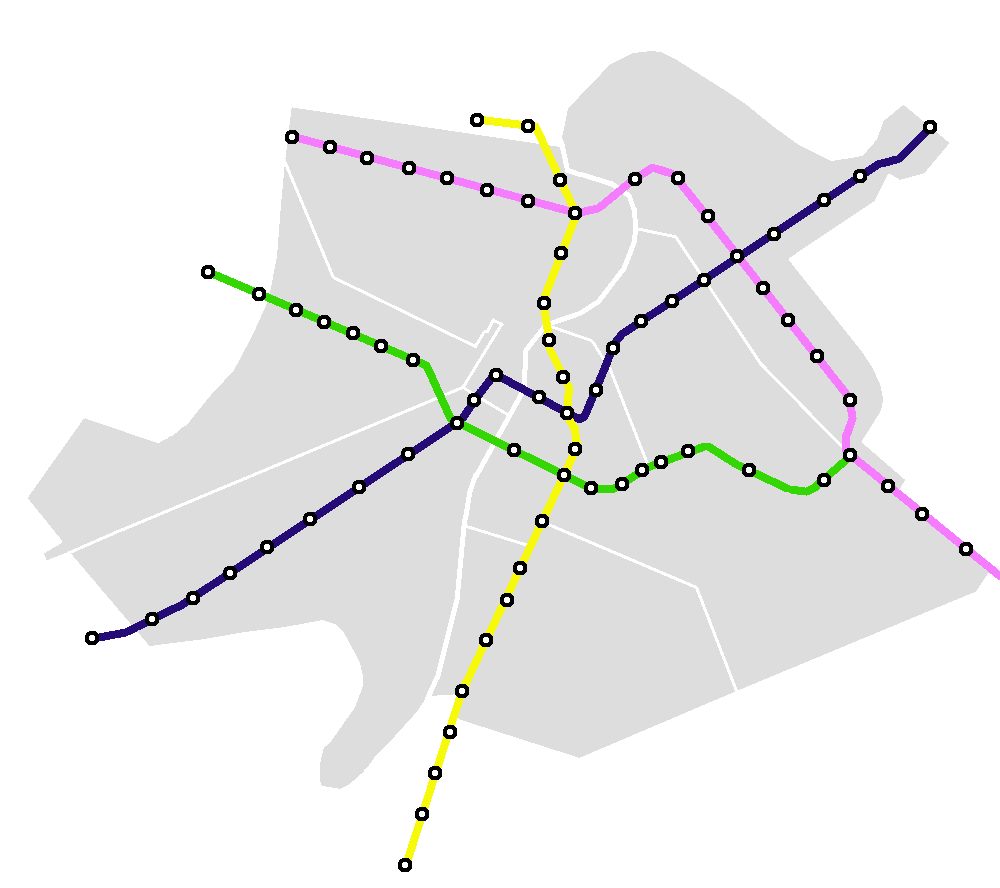
خطط توسعة مترو الأهواز، تمر بكل المنطقة عدا الأرياف

## عربات السكك الحديدية
ستُوفر شركة سي آر آر سي نانجن بوزهن [الإنجليزية]
 الصينية المعدات المتحركة بالتعاون مع شركة واجون فارس الإيرانية.

## طالع أيضًا
- النقل السريع في إيران

## روابط خارجية
- مترو الأنفاق في إيران نسخة محفوظة 2017-10-28 على موقع واي باك مشين.